# Homenaje a Simón Bolívar
L'escultura urbana coneguda pel nom Homenaje a Simón Bolívar, ubicada al Campallín, a la ciutat d'Oviedo, Principat d'Astúries, Espanya, és una de les més d'un centenar que adornen els carrers de l'esmentada ciutat espanyola.
El paisatge urbà d'aquesta ciutat, es veu adornat per obres escultòriques, generalment monuments commemoratius dedicats a personatges d'especial rellevància en un primer moment, i més purament artístiques des de finals del segle xx.
L'escultura, feta de pedra, és obra de José Antonio Nava Iglesias, i està datada 1983.
A 1983 se celebrava el bicentenari del naixement de Simón Bolívar, militar i polític nascut en el que després serà part del territori de Veneçuela; que va jugar un decisiu paper l'emancipació americana. Per aquest motiu, l'Ajuntament d'Oviedo va encarregar a l'escultor José Nava, la realització d'una escultura homenatge a aquesta figura històrica. L'obra consisteix en un petri monòlit, amb el baix relleu del personatge esculpit en una de les cares, en la qual a més hi ha una inscripció: “A SIMÓN BOLÍVAR/EL AYUNTAMIENTO DE OVIEDO/EN EL BICENTENARIO DE SU/NACIMIENTO/1783-1983”.